# Altaria (groupe)
Pour les articles homonymes, voir Altaria.
Altaria est un groupe de power metal finlandais, originaire de Jakobstad. Le seul membre restant originel du groupe est Tony Smedjebacka,,. Altaria compte un total de cinq albums studio — Invitation (2003), Divinity (2004), The Fallen Empire (2006), Divine Invitation (2007), et Unholy (2008) — publiés entre 2003 et 2008. Après presque cinq ans d'inactivité, le groupe revient avec le bassiste Marko Pukkila pour jouer un tout dernier concert d'Altaria au Nummirock le 23 juin 2016.

## Biographie

### Débuts (2000–2003)
Le groupe est formé en 2000 à Jakobstad, initialement sous le nom de Blindside, par le bassiste Marko Pukkila et le batteur Tony Smedjebacka. À une époque où les groupes de speed metal mélodique ont tendance à exploser, se réclamant souvent de Nightwish, Sonata Arctica, Stratovarius, etc., Altaria a eu la grande chance de parvenir à se doter d'excellents musiciens. Le premier à rejoindre le groupe est le chanteur Johan Mattjus, ancienne connaissance Marko Pukkila. Le trio est rapidement rejoint par un certain Jani Liimatainen, qui n'est autre que le guitariste de Sonata Arctica.
À la fin de 2001, une fois la formation bien stabilisée, Altaria entre en studio afin d'enregistrer une démo de trois titres Sleeping Visions, distribuée librement sur Internet et envoyée à la presse spécialisée et aux maisons de disques. L'année 2002 voit l'enregistrement d'une seconde démo, Feed the Fire, distribuée de la même manière que Sleeping Visions, et à la fin de l'année, Altaria signe avec le label Metal Heaven pour un album prévu pour début 2003, Invitation. En 2002, ils enregistrent la chanson Stranger pour la compilation Jason Becker Tribute II, prévue au Japon en décembre 2002. La réputation du groupe commence à se faire imposante, principalement grâce à l'excellent accueil des démos sur Internet et par la presse spécialisée, et surtout grâce aux performances scéniques du groupe. Réputation encore rehaussée par l'entrée dans le groupe d'un certain Emppu Vuorinen, guitariste de Nightwish. L'enregistrement de l'album s'achève en janvier 2003, et la sortie s'effectue le 28 avril 2003.

### Divinity(2003–2004)
Avant le début de la tournée, Jouni Nikula annonce son départ du groupe. Il est immédiatement remplacé par Taage Laiho, chanteur de Kilpi, qui accepte d'assurer le chant d'Altaria. Le groupe réalise trois concerts très appréciés en septembre 2003, mais, lors de la reprise de la tournée en janvier 2004, Emppu Vuorinen quitte le groupe. L'enregistrement du cinquième album de Nightwish, Once, prend plus de temps que prévu, et il apparait vite qu'il va être très dur à Emppu de suivre la tournée d'Altaria et plus de l'enregistrement avec Nightwish. Il prend donc congé du groupe. Il est remplacé en urgence par Petri Aho, ancien guitariste de Blindside, le groupe préférant assurer la tournée finlandaise avec deux guitaristes plutôt qu'un seul. À la fin de la tournée, Altaria retourne en studio (Tico Tico Studios) afin d'enregistrer le deuxième album, Divinity. 
Les changements de formation laissaient présager d'un album moins puissant que le premier, mais c'est tout le contraire qui se produit. La composition a été assurée en grande partie par Marko et Tony, bien que l'on retrouve la touche de Liimatainen dans presque tous les morceaux. L'album sort au mois de mai, et est un succès retentissant, tant de la part des fans que de la part du groupe, de la presse ou du label. Tant et si bien que le contrat d'enregistrement est étendu à un autre album sans plus de formalité.

### The Fallen EmpireàUnholy(2004–2008)
À la fin de 2004, au début de 2005, le groupe commence à composer de nouveaux morceaux pour le troisième album. Mais Altaria, qui n'était pour Jani Liimatainen qu'un petit projet au départ, devient un groupe qui commence à prendre beaucoup d'ampleur. Sonata Arctica évoluant énormément aussi, Altaria a l'impression de rester dans l'ombre de Sonata Arctica, le groupe devant organiser ses tournées en fonction de l'emploi du temps de Sonata Arctica, se contentant des dates libres, qui deviennent de plus en plus rares. Liimatainen quitte donc le groupe au mois de juin, afin de se consacrer pleinement à Sonata Arctica. En juillet 2005, Altaria annonce avoir trouvé le meilleur remplaçant possible, Juha Pekka Alanen, guitariste de Celesty. En plus d'être un ami de longue date du groupe, Alanen avait déjà fait plusieurs jams et composé avec Altaria. De plus, il possède un style de jeu très proche de celui de Jani Liimatainen, ce qui fait de lui le successeur tout indiqué de ce dernier.
Le troisième album du groupe, The Fallen Empire, est publié le 24 mars 2006, et bénéficie d'un accueil excellent des critiques[réf. nécessaire]. C'est, du point de vue de beaucoup de fans, le plus abouti des trois albums d'Altaria, bien que les deux autres restent de remarquables albums. Henrik Klingenberg, claviériste de Sonata Arctica, est présent aux claviers. En 2008, le groupe compose les morceaux d'un quatrième album, intitulé Unholy. 

### Escape Music et séparation (2009–2016)
En juin 2009, Altaria signe un contrat avec le label Escape Music. Après presque cinq ans d'inactivité, le groupe revient avec le bassiste Marko Pukkila pour jouer un tout dernier concert d'Altaria au Nummirock le 23 juin 2016,.

## Membres

### Derniers membres
- Tony Smedjebacka - batterie (2000–2016)[4]
- Juha Pekka Alanen - guitare (2005–2016)[4]
- Marco Luponero - chant (2006–2016), basse (2008–2016)[4]
- Petri Aho – guitare (2006-2016 ; membre de tournée 2004)[4]

### Anciens membres
- Johan Mattjus - chant (2000–2001)[4]
- Jani Liimatainen - guitare, clavier (2000-2005)[4]
- Marko Pukkila – basse (2000–2008)[4]
- Emppu Vuorinen - guitare (2002-2004)[4]
- Jouni Nikula - chant (2002-2003)[4]
- Taage Laiho - chant (2003-2006)[4]

## Discographie

### Albums studio
- 2003 : Invitation
- 2004 : Divinity
- 2006 : The Fallen Empire
- 2007 : Divine Invitation
- 2009 : Unholy
- 2022 : Wisdom

### Démos
- 2001 : Sleeping Visions
- 2002 : Feed the Fire